# 北辛舍利塔
北辛舍利塔是一座明代古建筑，位于山西省运城市万荣县荣河镇北辛村。

## 保护
2004年6月10日，北辛舍利塔由山西省人民政府公布为第四批山西省文物保护单位，编号4-146。
2019年10月7日，北辛舍利塔由中华人民共和国国务院公布为第八批全国重点文物保护单位，编号8-0225-3-028。